# آرژانتین در المپیک تابستانی ۲۰۲۴
کاروان المپیکی آرژانتین، یکی از کاروان‌هایی بود که در بازی‌های المپیک تابستانی ۲۰۲۴ شرکت کرد. این مسابقات از ۲۶ ژوئیه تا ۱۱ اوت ۲۰۲۴ (۵ تا ۲۱ امرداد ۱۴۰۳ خورشیدی) به میزبانی پاریس، پایتخت فرانسه برگزار شد.  کاروان المپیکی آرژانتین پس از تأیید شدن و شرکت در المپیک تابستانی ۱۹۰۰، به جز در سه دوره، در تمامی ادوار بازی‌های المپیک شرکت کرده‌اند. این سه دوره شامل المپیک ۱۹۰۴ در سنت لوئیس، المپیک ۱۹۱۲ در استکهلم و المپیک ۱۹۸۰ در مسکو که همراه با ایالات‌متحده این دوره از بازی‌ها را تحریم کردند.
۳ ژوئیه ۲۰۲۴، کمیته المپیک آرژانتین، لوسیانو دچکو والیبالیست معروف و روسیو سانچس موچیا، بازیکن هاکی روی چمن را به عنوان پرچمداران این کاروان معرفی کرد.

## مدال‌آوران
| مدال | ورزشکار | ورزش             | ماده           | تاریخ    |
| ---- | --- | ---------------- | -------------- | -------- |
| طلا  | خوزه تورس | دوچرخه‌سواری      | BMX آزاد مردان | ۳۱ ژوئیه |
| نقره | متئو ماخدالانی بوسکو اوخنیا | قایقرانی بادبانی | ناکرا ۱۷ مختلط | ۸ اوت    |
| برنز | تیم ملی هاکی روی چمن زنان آرژانتین - سوفیا توکالینو آگوستینا گورسلانی والنتینا راپوسو آگوستینا آلونسو آگوستینا آلبرتاریو ماریا خوسه گراناتو کریستینا کاسنتینو روسیو سانچس موچیا ویکتوریا ساوزه سوفیا قاهره ائوخنیا ترینچینتی لارا کاساس جوآنا کاستلارو پیلار کامپوی خولیتا یانکوناس زوئی دیاز | هاکی روی چمن     | رقابت زنان     | ۹ اوت    |

## شرکت‌کنندگان
ورزشکاران کاروان المپیکی آرژانتین، در رشته‌های زیر به رقابت پرداختند.
| ورزش              | مردان | زنان | کل  |
| ----------------- | ----- | ---- | --- |
| تیراندازی با کمان | ۱     | ۰    | ۱   |
| دو و میدانی       | ۳     | ۳    | ۶   |
| قایقرانی          | ۱     | ۱    | ۲   |
| دوچرخه‌سواری       | ۳     | ۰    | ۳   |
| سوارکاری          | ۱     | ۰    | ۱   |
| شمشیربازی         | ۱     | ۰    | ۱   |
| هاکی روی چمن      | ۱۶    | ۱۶   | ۳۲  |
| فوتبال            | ۱۸    | ۰    | ۱۸  |
| گلف               | ۲     | ۰    | ۲   |
| هندبال            | ۱۴    | ۰    | ۱۴  |
| جودو              | ۰     | ۱    | ۱   |
| پنج‌گانه مدرن      | ۱     | ۰    | ۱   |
| روئینگ            | ۲     | ۲    | ۴   |
| راگبی ۷ نفره      | ۱۲    | ۰    | ۱۲  |
| قایقرانی بادبانی  | ۳     | ۴    | ۷   |
| تیراندازی         | ۲     | ۱    | ۳   |
| اسکیت‌برد          | ۲     | ۰    | ۲   |
| شنا               | ۱     | ۲    | ۳   |
| تنیس روی میز      | ۱     | ۰    | ۱   |
| تکواندو           | ۱     | ۰    | ۱   |
| تنیس              | ۶     | ۲    | ۸   |
| سه‌گانه            | ۰     | ۱    | ۱   |
| والیبال           | ۱۲    | ۰    | ۱۲  |
| مجموع             | ۱۰۳   | ۳۳   | ۱۳۶ |